# Ippolito-Antonio Vincenti-Mareri
Pour les articles homonymes, voir Vincenti.
Ippolito-Antonio Vincenti-Mareri, né le 20 janvier 1738 à Rieti, dans l'actuelle région du Latium, alors dans les États pontificaux et mort le 21 mars 1811 à Paris, est un cardinal et archevêque catholique italien.

## Biographie
En 1785, Antonio Vincenti-Mareri est nommé archevêque titulaire de Corinthe et nonce apostolique en Espagne, poste qu'il conserve jusqu'en 1795. 

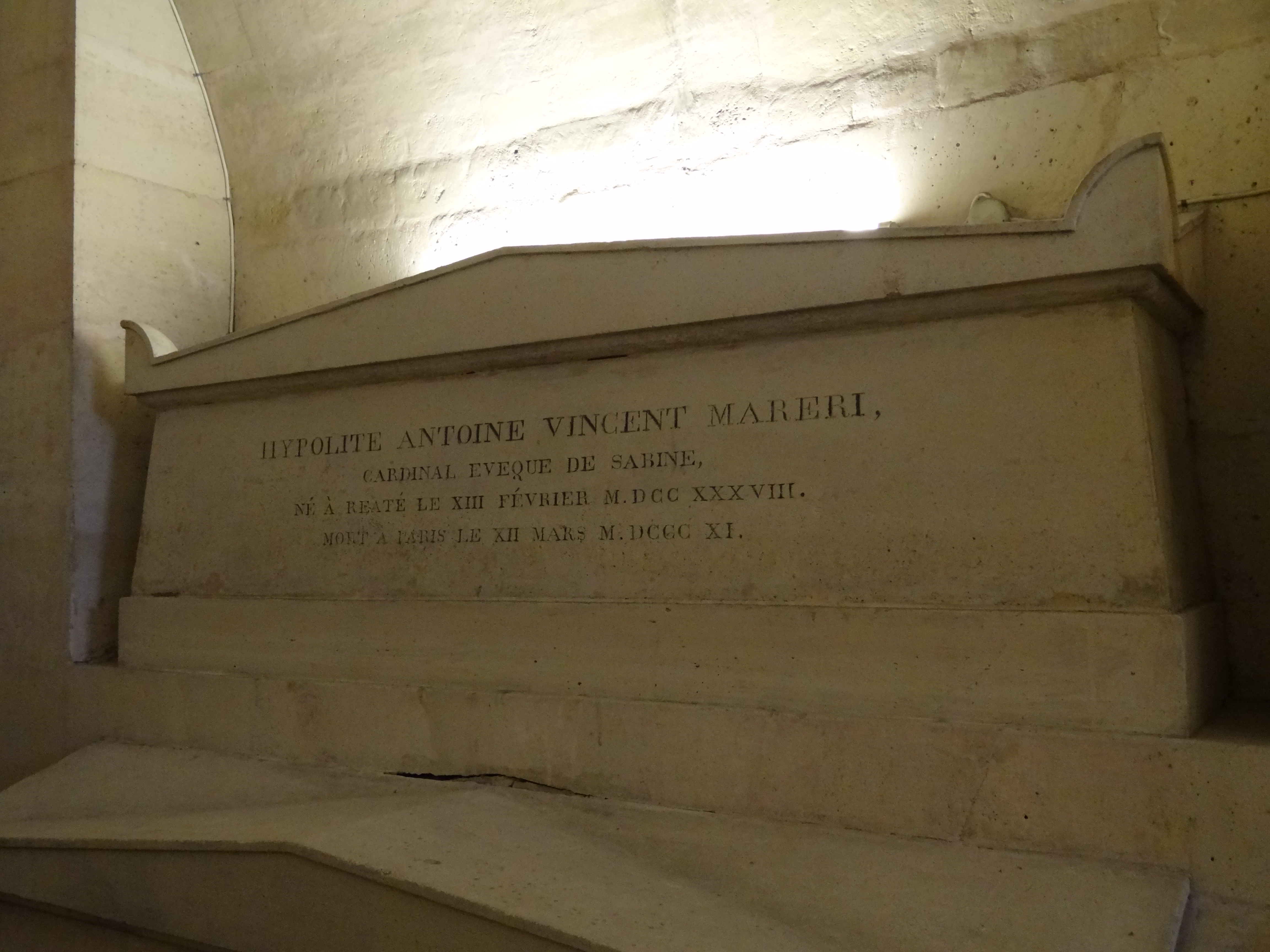
L'ancien tombeau d'Ippolito-Antonio Vincenti-Mareri au Panthéon.

Créé cardinal le 21 février 1794 par le pape Pie VI au titre de Santi Nereo e Achilleo, Vincenti-Mareri se rallie à Napoléon et est, à sa mort, enterré au Panthéon de Paris. En 1861, ses restes sont rapatriés en Italie et inhumés dans la chapelle Sainte-Catherine de la cathédrale de Rieti.

## Succession apostolique
Ippolito-Antonio Vincenti-Mareri a ordonné les évêques suivants :
- Évêque Stefano Bellini (1800)
- Évêque Giovanni Francesco Capelletti (de) (1800)